# 麦加谢里夫国
麦加谢里夫国（967-1916，阿拉伯语：‎，羅馬化：Sharāfat Makka ），又称麦加埃米尔国，由麦加谢里夫家族，即先知穆罕默德之孙哈桑·本·阿里的后裔统治的非主权国家。在西方资料中，麦加谢里夫被称为大谢里夫，但阿拉伯人一直称其为“埃米尔”。
自1201年起直到1925年，谢里夫卡塔达（Qatada）的后裔一直统治着麦加、麦地那及汉志。在马木留克苏丹国统治晚期，原信奉什叶派分支宰德派的麦加谢里夫家族皈依逊尼派分支沙斐仪派。与其有亲戚关系的，原信奉什叶派另一分支十二伊玛目派的麦地那谢里夫家族（侯赛因·本·阿里·本·阿比·塔利卜之后裔）亦与其同时皈依逊尼派。然而，马木留克苏丹国及奥斯曼帝国的资料显示，即使在皈依逊尼派之后，两个谢里夫家族仍对什叶派抱有同情心理。

## 前奥斯曼时期
麦加谢里夫最初并不参与公共事务。这种情况随着10世纪下半叶卡拉米塔（Qaramita）派的崛起而起了变化。后者策划了对伊拉克、叙利亚及阿拉伯半岛大部的袭击，导致朝觐的中断。930年，卡拉米塔派袭击了麦加，偷走了黑石。此举极大的羞辱了坐镇巴格达的阿拔斯王朝哈里发。埃及的统治者，同时也是阿拔斯王朝的附庸，阿布·米斯克-卡夫尔（Abu al-Misk Kafur），设法说服了卡拉米塔派停止袭击并归还黑石。阿拔斯王朝给予了他众多奖励，其中就包括麦加谢里夫，并封他为麦加埃米尔。
1012年，麦加埃米尔阿布·富图赫·哈桑（Abu'l-Futuh al-Hasan）自封为哈里发，但于同年便放弃了这一头衔。1062年，什叶派的苏雷希王朝首任君主，阿里·苏雷希（Ali al-Sulayhi）征服了整个也门，并北上征服汉志，掌控了钦点麦加埃米尔的权利。1058年后，随着逊尼派力量的恢复，麦加埃米尔开始在法蒂玛王朝与伊斯法罕的塞尔柱王朝之间摇摆。1171年，萨拉丁在推翻法蒂玛王朝后，便欲对麦加宣示主权。然而，由于阿尤布王朝的内部纷争，麦加在这段时间内最终避免了被外部势力干涉的命运。
1200年左右，一位名为卡塔达·本·伊德里斯（Qatadah ibn Idris）的谢里夫自封为麦加埃米尔，并获得了阿尤布王朝的认可。他建立了巴努卡塔达王朝，该王朝一直统治着麦加埃米尔国，直到其于1925年被废除。1350年之后，马木留克苏丹国统治着汉志。通过利用谢里夫家族各个成员之间的矛盾，其对麦加实现了高度控制。在这段时间，吉达作为马木留克苏丹国在红海及印度洋水域活动的基地，代替了延布，成为了汉志海岸主要的海上贸易中心。

## 奥斯曼帝国时期
奥斯曼帝国时期，麦加埃米尔并不世袭，而是由高门直接指派。直到1916年阿拉伯起义时，麦加埃米尔国都存在着一种双重政权制度，即权力由埃米尔及瓦利共享。除麦加埃米尔外，奥斯曼先将汉志其他地区的管理权交给了埃及省，后又交给了吉达省。之后不久，吉达省被改为汉志州，以麦加为首府。
麦加埃米尔国的北部边境停留在欧拉一线，南部边境则在利斯（Al Lith）一带，有时也在昆夫哈（Al Qunfudhah）；东部边境则被限制在海拜尔绿洲。这样的版图在19世纪的很长一段时间内都保持不变。麦加、麦地那及吉达是其最大的三座城市。这三座城市的人口中包括一部分非阿拉伯穆斯林，如布哈拉人、爪哇人、印度人、阿富汗人及中亚人。

### 早期
在1517年之前，汉志一直被马木留克苏丹国统治。1517年，马木留克苏丹国被奥斯曼帝国击败，汉志也被奥斯曼帝国接管。同年，谢里夫巴拉卡特（Barakat）承认奥斯曼苏丹为哈里发，并接受奥斯曼对当地的统治。苏丹也承认了其为汉志的统治者。奥斯曼帝国在汉志仅实行羁縻统治，实权仍掌握在麦加埃米尔手中，但苏丹仍因此而获得了“两圣地监护人”的头衔。
1630年，一场洪水席卷了麦加，几乎完全摧毁了克尔白。其于1636年得到重建。1680年，约100人在另一场洪水中被淹死。
奥斯曼最初将汉志的管理权交给埃及省。埃米尔由苏丹在考虑谢里夫、埃及、大马士革及吉达瓦利、及麦加卡迪的意见后从哈希姆家族中钦点。这种制度在1803年瓦哈比主义者废黜了麦加埃米尔加利布·本·穆萨伊德（Ghalib ibn Musa'id）后结束。

### 1802-1806年沙特入侵
自18世纪50年代起，沙特就开始对埃米尔国构成威胁。1744-1745年，信奉原教旨主义的瓦哈比派的沙特家族在内志的迪里耶崛起。其教义在汉志应者寥寥，还被麦加穆夫提定为异端。1801年，沙特拿下了两座圣城，又于1803年进攻麦加。谢里夫加利布逃往吉达，但不久之后便被围困。其在成为沙特附庸后被送回麦加。

### 1811-1814年奥斯曼收复失地
1811年，托孙帕夏（Tosun Pasha）起兵，于1812年收复麦地那，又于次年收复麦加。在其死后，易卜拉欣帕夏再接再厉，于1818年将瓦哈比分子赶回内志。1814年，穆罕默德·阿里帕夏访问汉志，由易卜拉欣帕夏陪同。为奖励其军事上的胜利，苏丹马哈茂德二世钦点易卜拉欣帕夏为吉达和哈贝什（Habesh）的统治者，并于1811至1840年代表奥斯曼帝国在名义上统治着汉志。1840年伦敦会议迫使穆罕默德·阿里退出汉志

### 汉志州时期

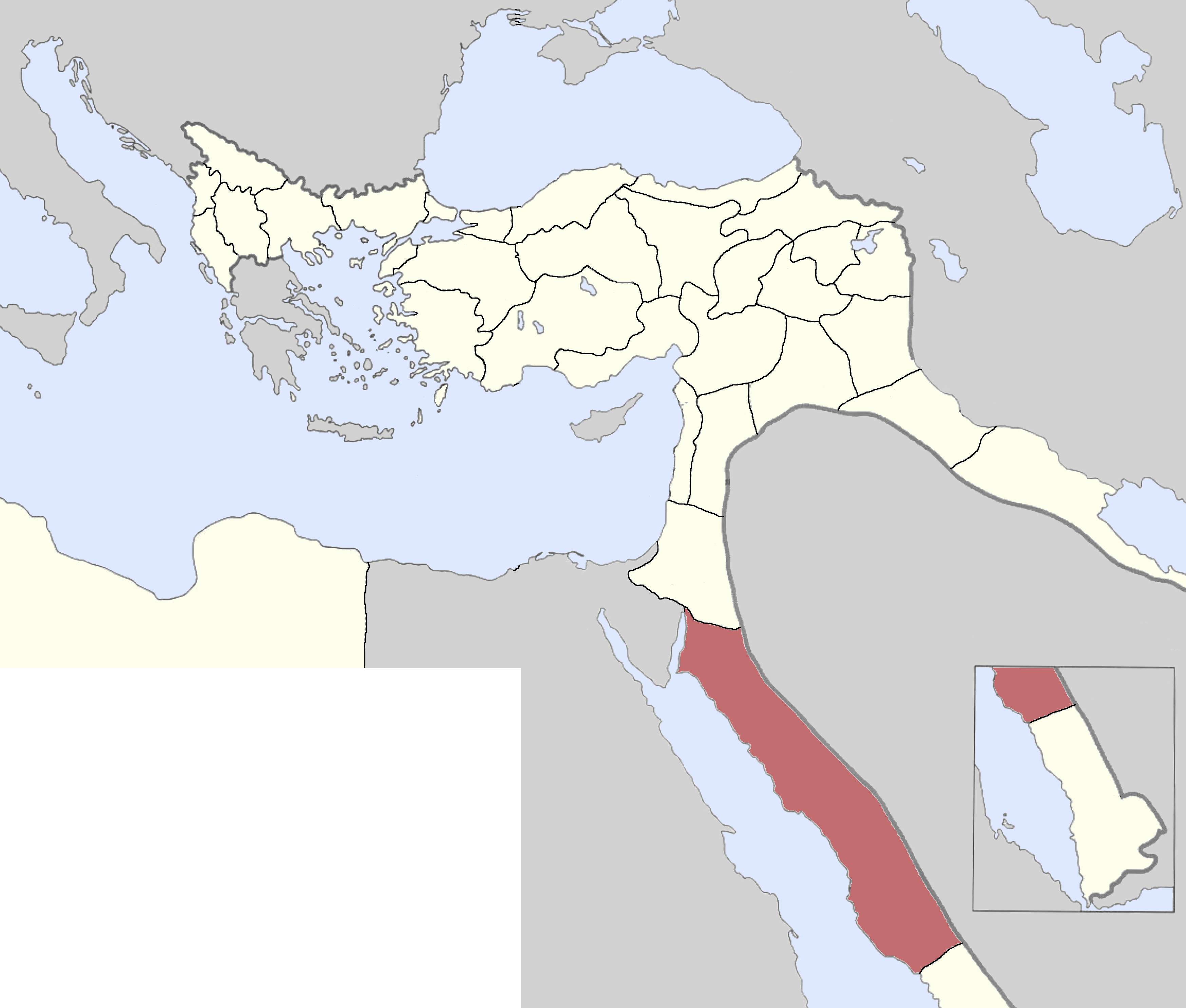
1872年后，谢里夫国与汉志省接壤。

汉志在回归奥斯曼帝国后被重组为汉志州。这导致了汉志出现了埃米尔国和州，两个互相平行的政治实体。在行政长官到达麦加后，州在一定程度上开始管辖埃米尔国，造成了双重政权的出现。
这项改革使埃米尔近乎丧失了自治权，但仍与直属奥斯曼的行政长官平起平坐，对汉志的管理拥有与行政长官同样的话语权。这导致了19世纪余下的时间里埃米尔和瓦利之间不断的冲突。在统治地理上同一片区域的同时，埃米尔与瓦利通过不断地协商、冲突及合作确定了各自的职权。
早在19世纪80年代，即有传言英国将会在谢里夫的支持下占领汉志。为挑战奥斯曼苏丹，英国宣称基于在其统治下的穆斯林比在奥斯曼统治下的多四倍的事实，应由其钦点哈里发。

## 汉志王国时期

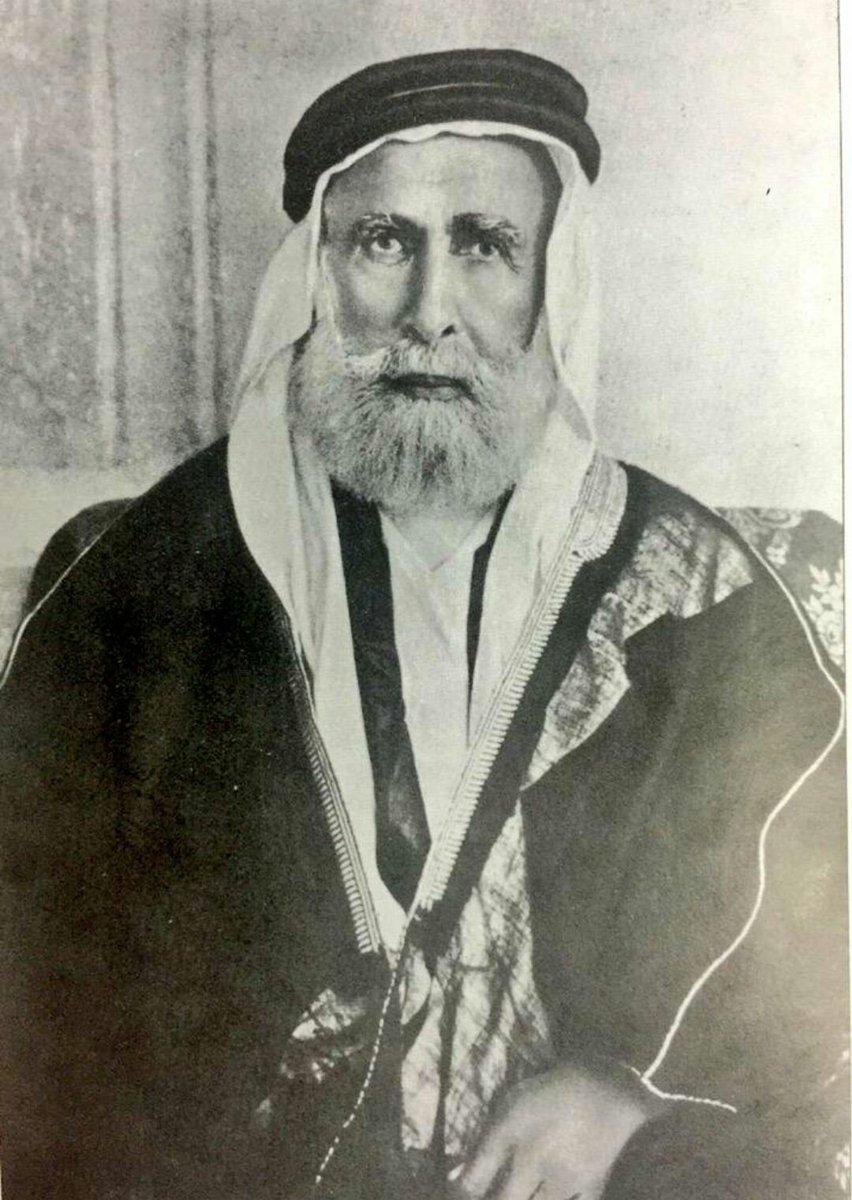
侯赛因·本·阿里 (Hussein bin Ali) ，1908 年至 1924 年期间的麦加谢里夫和埃米尔，1916 年至 1924 年期间的汉志国王。

1908年，侯赛因·本·阿里即位为埃米尔。因其哈希姆家族的背景，他被怀疑有反叛的可能性，并在1908年被召至伊斯坦堡（当时仍称君士坦丁堡），在那里他被钦点为高门成员。他在发动阿拉伯起义反抗奥斯曼帝国后将自己加冕为汉志国王并以埃米尔及国王的身份一直统治汉志到1924年。他还在即将结束其统治时宣称了其对谢里夫哈里发国（Sharifian Caliphate）的统治权。1908年，在青年土耳其党人革命后，他被钦点为麦加埃米尔。
1916年，在得到英国承诺支持阿拉伯独立后，侯赛因·本·阿里以青年土耳其党亵渎伊斯兰教，及限制苏丹（同时也是哈里发）的权利为借口，发动了阿拉伯起义。在起义发动不久之后，侯赛因·本·阿里就将自己加冕为“阿拉伯诸国国王”。然而，其盟友并不承认这个泛阿拉伯主义的头衔，只承认他为汉志国王。同年，在得到英国承诺在起义期间将奥斯曼军队逐出阿拉伯半岛的情况下，侯赛因·本·阿里宣布汉志王国从奥斯曼帝国独立，成为一个主权国家。
一战结束后，为了抗议贝尔福宣言及英法两国在叙利亚、伊拉克及巴勒斯坦设立托管地，侯赛因·本·阿里拒绝承认《凡尔赛条约》。后其又拒绝承认英国与哈希姆家族签订的条约，这使得他在遭到伊本·沙特攻击时丧失了英国的支持。1925年12月23日，在伊赫万入侵汉志后，他向伊本·沙特投降，标志着汉志王国与麦加埃米尔国的灭亡。

## 又见
- 麦加谢里夫
- 奥斯曼帝国统治下的阿拉伯半岛